# Almissa Open Art
Almissa Open Art je hrvatski festival suvremene umjetnosti koji se održava u Omišu od 2010. godine. Održava se radi proširenja suvremene umjetnosti unutar sredina koje su u pravilu uvijek izolirane od ovakvih i njima sličnih događanja. Gledateljstvo se time susreće sezone s još uvijek nepoznatim vidovima umjetničkog izraza te se senzibilizira i uključuje širi dijapazon publike, a dugogodišnja praksa festivala srasla je s lokalcima.
Na samom početku festival je uključivao razne izložbe, instalacije izvedbene programe, uglavnom centrirane na tvrđavi Mirabeli (Peovici) koje postupno. silaze u grad. Pristupom u kojem se umjetnici nenajavljeno i nekonvencionalno kreću ulicama i među stanovništvom, ukida tradicionalnu formu festivala i granice između publike i umjetnika. Svi zajedno bivaju dijelom umjetničkog procesa, a klasičan termin publika se izbjegava. Netipičan pristup, lišen izoliranosti i pretencioznosti, povezuje umjetnike i ljude. Umjetnost se stvara u njihovom suodnosu, te se ne odvaja kao zaseban entitet. Svake godine u programu sudjeluje niz lokalnih i afirmiranih hrvatskih umjetnika.
Specifičnost Almisse ističe se i u brisanju klasičnih oblika organizacije i izlaganja, time što ulogu kustosa svake godine preuzima jedan od umjetnika. Kustos – umjetnik odabire tematiku festivala, poziva umjetnike i brine se o medijaciji čitavog procesa. Granice uloga se brišu, a umjetnost je ono što ih sjedinjuje.
Almissa svoj program nastoji približiti svima, ne ostaje gluha na komentare i kritike, koji ujedno predstavljaju svojevrsnu inspiraciju. Eksperimentalni pristup po pitanju uloga umjetnika, publike i umjetnosti predstavlja specifičnost Almisse i uvijek iznova otvara nove mogućnosti.

## Vanjske poveznice
- O festivalu